# Mercedes-Benz C117
Mercedes-Benz C117 — первое поколение компактных легковых автомобилей CLA-класса немецкой торговой марки Mercedes-Benz, созданная на платформе моделей A- и B-классов. Премьера состоялась в январе 2013 года на Североамериканском международном автосалоне в Детройте.
Официальные продажи в Европе стартовали в апреле 2013 года, в США — с сентября того же года. Уже за первый год компании удалось реализовать 100 000 единиц автомобилей серии, что представители концерна Daimler AG прокомментировали как «лучший старт за последние 20 лет».
В 2015 году серия пополнилась вариантом кузова универсал в конфигурации «Shooting Brake», а уже в 2016 году претерпела рестайлинг который затронул переднюю оптику, решётку радиатора, интерьер автомобиля, а также прибавил набор новых опций и электронных помощников.
В 2019 году производство серии завершилось с приходом второго поколения CLA-класса.

## История

### Премьера
Mercedes-Benz CLA 250 (C117)
Выпуск первого поколения CLA-класса предварял показ концептуального купе в 2012 году. Тогда четырёхдверный концепт-кар был представлен сначала в Музее современного искусства Лос-Анджелеса в рамках Avant/Garde Diaries (онлайн журнал и серия глобальных мероприятий, инициированные компанией Mercedes-Benz в 2011 году), затем на Китайском автосалоне и далее на различных международных выставках в течение всего года.
Серийный вариант нового купе от Mercedes-Benz с заводским индексом C117 был продемонстрирован в 2013 году на Североамериканском международном автосалоне, а его продажи стартовали в апреле 2013 года для рынка Европы. Ранние модели включали CLA 180, CLA 180 Blue EFFICIENCY Edition, CLA 200, CLA 250 и CLA 220 CDI. Виртуальный автомобиль 2014 года был показан в 2013-м на Канадском международном автосалоне в Торонто. Аналогичная виртуальная модель была продемонстрирована в рамках Нью-Йоркского международного автосалона в марте 2013 года. Зрители смотрели на автомобиль через специальный дисплей, который как будто защищал машину, вращающуюся на платформе.
По заявлению представителей компании Mercedes-Benz, автомобиль имеет самые лучшие аэродинамические характеристики среди серийных машин, имея коэффициент аэродинамического сопротивления 0,23 и превосходя таким образом предыдущего чемпиона по аэродинамике, Tesla Model S (0,24). Тем не менее, независимое измерение, проведённое американским автомобильным журналом «Car and Driver» в мае 2014 года подтвердило, что коэффициент сопротивления Cd модели компании Tesla действительно равен 0,24, в то время как заявленные показатели Mercedes-Benz были поставлены под сомнение, так как полученные данные для CLA составляли Cd = 0,30. Однако, тест журнала также подвергся критике, так как в исследовании участвовала иной модельный вариант CLA, а не тот, что был заявлен компанией.
Таким образом, автомобиль Mercedes-Benz CLA-класса стал своеобразной вариацией на тему дизайна серии CLS, но только более компактной и лёгкой версией, окончательные габариты которой составили 4630 мм в длину, 1777 мм в ширину и 1437 мм в высоту. Серия CLA представлена в переднеприводном и полноприводном исполнении; также покупателям предлагались на выбор 6-ступенчатая ручная коробка передач и 7-ступенчатая автоматическая трансмиссия с двумя сцеплениями.
В 2013 году модель CLA180 BlueEfficiency Edition стала новым рекордсменом по коэффициенту аэродинамического сопротивления, который составил всего 0,22. Модификации включают в себя более узкие шины (ширина 195 мм / 7,7 дюйма), 15-дюймовые легкосплавные колёсные диски с аэродинамическими накладками и уменьшенный клиренс.
По аналогии со старшей моделью CLS-класса в 2014 году появилась пятидверная модификация Mercedes-Benz CLA Shooting Brake. Модель была представлена на автосалоне в Лос-Анджелесе. Колёсная база автомобиля увеличилась до 2699 мм. Единственным визуальным изменением является наличие центральной стойки, которая обеспечивает больший запас пространства на заднем сиденье. Она также обеспечила увеличение грузового пространства с 470 до 495 литров, а при складывании задних сидений позволяет использовать максимальный объём в 1354 литра.

### Рестайлинг (2016)
Mercedes-Benz CLA250 SPORT 4MATIC
Информация об обновлении CLA-класса появилась в автомобильных СМИ ещё в 2015 году. Через год CLA-класс действительно был подвергнут рестайлингу. В результате автомобили 2017 модельного года получили новые передние фары, фирменную чёрную решётку радиатора с эффектом «россыпи бриллиантов», модернизированный передний бампер, иную форму выхлопных патрубков, легкосплавные диски в новом дизайне и рестайлинговые задние фонари с опциональным светодиодным освещением. У наиболее мощной модели от подразделения Mercedes-AMG между воздухозаборниками по краям бампера появилась характерная чёрная перемычка.
Салон серии также претерпел ряд косметических изменений: изменилась обивка сидений, обновились некоторые панели интерьера, а ряд рычажков и переключателей вместе с декоративной вставкой на центральной консоли имеют отныне хромированное обрамление. Модельный ряд двигателей не изменился за исключением CLA 45 AMG, куда теперь устанавливают форсированный до 381 л. с. турбированный силовой агрегат, а также версии CLA 220 4Matic, где двухлитровый мотор дефорсировали с 211 л. с. до 184.
В списке дополнительных опций появились адаптивная подвеска, мультимедиасистема с восьмидюймовым экраном и поддержкой Apple CarPlay и Android Auto, технология открывания багажника EASY-PACK, а также система Dynamic Select (изменяет режимы работы двигателя, коробки передач, усилителя руля, адаптивной подвески и климат-контроля). На автомобилях CLA впервые появились адаптивные задние фонари: яркость стоп-сигналов и поворотников меняется в зависимости от освещенности на улице, а ночью режим работы зависит ещё и от того, движется транспортное средство или стоит.
Продажи автомобиля в России стартовали в мае 2016 года. В салонах европейских дилеров немецкой компании новые автомобили (в обоих вариантах кузова) появились в июле 2016 года, в России — в начале сентября.

## Описание

### Двигатели
Все модели первого поколения CLA-класса имеют четырёхцилиндровые двигатели, в том числе бензиновые объёмом 1,6 и 2,0, а также дизельные 1,8 и 2,1. Большинство двигателей выпускаются в различных вариантах тюнинга, и все включают систему «старт-стоп».

#### Бензиновые
| Модель                           | CLA 180 BlueEFFICIENCY Edition     | CLA 180                             | CLA 200                             | CLA 220 4MATIC                      | CLA 250                             | CLA 250                             | CLA 250 Sport                       | CLA 250 4MATIC                      | CLA 250 Sport 4MATIC                | CLA 45 AMG                                  | CLA 45 AMG                                  |
| Годы выпуска                     | с 01/2013                          | с 01/2013                           | с 01/2013                           | с 07/2016                           | 01/2013–02/2014                     | с 03/2014                           | с 02/2014                           | с 06/2013                           | с 02/2014                           | 01/2013–08/2015                             | с 09/2015                                   |
| Характеристики                   |                                    |                                     |                                     |                                     |                                     |                                     |                                     |                                     |                                     |                                             |                                             |
| Двигатель*                       | M270 DE 16 AL red.                 | M270 DE 16 AL red.                  | M 270 DE 16 AL                      | M270 DE 20 AL                       | M270 DE 20 AL                       | M270 DE 20 AL                       | M270 DE 20 AL                       | M270 DE 20 AL                       | M270 DE 20 AL                       | M133 DE 20 AL                               | M133 DE 20 AL                               |
| Тип двигателя                    | бензиновый R4                      | бензиновый R4                       | бензиновый R4                       | бензиновый R4                       | бензиновый R4                       | бензиновый R4                       | бензиновый R4                       | бензиновый R4                       | бензиновый R4                       | бензиновый R4                               | бензиновый R4                               |
| Система питания                  | прямой впрыск топлива              | прямой впрыск топлива               | прямой впрыск топлива               | прямой впрыск топлива               | прямой впрыск топлива               | прямой впрыск топлива               | прямой впрыск топлива               | прямой впрыск топлива               | прямой впрыск топлива               | прямой впрыск топлива                       | прямой впрыск топлива                       |
| Оснащение                        | турбонаддув                        | турбонаддув                         | турбонаддув                         | турбонаддув                         | турбонаддув                         | турбонаддув                         | турбонаддув                         | турбонаддув                         | турбонаддув                         | турбонаддув                                 | турбонаддув                                 |
| Рабочий объём                    | 1595 см3                           | 1595 см3                            | 1595 см3                            | 1991 см3                            | 1991 см3                            | 1991 см3                            | 1991 см3                            | 1991 см3                            | 1991 см3                            | 1991 см3                                    | 1991 см3                                    |
| Мощность                         | 90 кВт (122 л. с.) при 5000 об/мин | 90 кВт (122 л. с.) при 5000 об/мин  | 115 кВт (156 л. с.) при 5300 об/мин | 135 кВт (184 л. с.) при 5500 об/мин | 155 кВт (211 л. с.) при 5500 об/мин | 155 кВт (211 л. с.) при 5500 об/мин | 160 кВт (218 л. с.) при 5500 об/мин | 155 кВт (211 л. с.) при 5500 об/мин | 160 кВт (218 л. с.) при 5500 об/мин | 265 кВт (360 л. с.) при 6000 об/мин         | 280 кВт (381 л. с.) при 6000 об/мин         |
| Крутящий момент                  | 200 Н·м при 1250–4000 об/мин       | 200 Н·м при 1250–4000 об/мин        | 250 Н·м при 1250–4000 об/мин        | 300 Н·м при 1200–4000 об/мин        | 350 Н·м при 1200–4000 об/мин        | 350 Н·м при 1200–4000 об/мин        | 350 Н·м при 1200–4000 об/мин        | 350 Н·м при 1200–4000 об/мин        | 350 Н·м при 1200–4000 об/мин        | 450 Н·м при 2250–5000 об/мин                | 475 Н·м при 2250–5000 об/мин                |
| Доп-ные данные                   |                                    |                                     |                                     |                                     |                                     |                                     |                                     |                                     |                                     |                                             |                                             |
| Максимальная скорость            |                                    |                                     |                                     |                                     |                                     |                                     |                                     |                                     |                                     |                                             |                                             |
| Coupé                            | 190 км/ч                           | 210 км/ч                            | 230 км/ч                            | 240 км/ч                            | 240 км/ч                            | 240 км/ч                            | 250 км/ч                            | 240 км/ч                            | 250 км/ч                            | 250 км/ч (с AMG Driver’s Package: 270 км/ч) | 250 км/ч (с AMG Driver’s Package: 270 км/ч) |
| Shooting Brake                   | —                                  | 210 км/ч                            | 225 км/ч                            | 235 км/ч                            | —                                   | 240 км/ч                            | —                                   | 240 км/ч                            | 240 км/ч                            | 250 км/ч (с AMG Driver’s Package: 270 км/ч) | 250 км/ч (с AMG Driver’s Package: 270 км/ч) |
| Скорость разгона, 0–100 км/ч     |                                    |                                     |                                     |                                     |                                     |                                     |                                     |                                     |                                     |                                             |                                             |
| Coupé                            | 9,9 с                              | 9,3 с [ 9,2 с ]                     | 8,6 с [ 8,5 с ]                     | 7,1 с                               | 6,7 с                               | 6,7 с                               | 6,7 с                               | 6,6 с                               | 6,6 с                               | 4,5 с                                       | 4,2 с                                       |
| Shooting Brake                   | —                                  | 9,4 с [ 9,3 с ]                     | 8,8 с [ 8,7 с ]                     | 7,2 с                               | —                                   | 6,9 с                               | —                                   | 6,8 с                               | 6,8 с                               | 4,8 с                                       | 4,3 с                                       |
| Средний расход топлива на 100 км |                                    |                                     |                                     |                                     |                                     |                                     |                                     |                                     |                                     |                                             |                                             |
| Coupé                            | 5,0 л Super                        | 5,4–5,6 л Super [ 5,2–5,5 л Super ] | 5,5–5,7 л Super [ 5,2–5,5 л Super ] | 6,5–6,7 л Super                     | 6,1–6,2 л Super                     | 5,4–5,5 л Super                     | 5,8 л Super                         | 6,4–6,6 л Super                     | 6,6 л Super                         | 6,9 л Super Plus                            | 6,9 л Super Plus                            |
| Shooting Brake                   | —                                  | 5,5–6,0 л Super [ 5,3–5,6 л Super ] | 5,6–6,0 л Super [ 5,3–5,6 л Super ] | 6,7–6,9 л Super                     | —                                   | 5,5–5,7 л Super                     | —                                   | 6,6–6,8 л Super                     | 6,8 л Super                         | 6,9–7,1 л Super Plus                        | 6,9–7,1 л Super Plus                        |
| Средний выброс CO2               |                                    |                                     |                                     |                                     |                                     |                                     |                                     |                                     |                                     |                                             |                                             |
| Coupé                            | 117 г/км                           | 126–130 г/км [ 122–129 г/км ]       | 127–131 г/км [ 122–129 г/км ]       | 152–156 г/км                        | 142–144 г/км                        | 125–128 г/км                        | 137 г/км                            | 151–154 г/км                        | 154 г/км                            | 161 г/км                                    | 162 г/км                                    |
| Shooting Brake                   | —                                  | 128–140 г/км [ 124–132 г/км ]       | 130–140 г/км [ 124–132 г/км ]       | 154–158 г/км                        | —                                   | 128–132 г/км                        | —                                   | 152–156 г/км                        | 158 г/км                            | 161–165 г/км                                | 162 г/км                                    |
| Экологический стандарт           | Евро-6                             | Евро-6                              | Евро-6                              | Евро-6                              | Евро-6                              | Евро-6                              | Евро-6                              | Евро-6                              | Евро-6                              | Евро-6                                      | Евро-6                                      |

 * Расшифровка обозначений двигателей: M = бензиновый двигатель; OM = дизельный двигатель; E = впрыск во впускной коллектор; KE = впрыск во впускной коллектор, компрессорный наддув;  DE = прямой впрыск; ML = компрессор; L = охлаждение наддувочного воздуха; A = турбокомпрессор; red. = пониженные характеристики (мощность, рабочий объём); LS = повышенная производительность.

#### Дизельные
| Модель                           | CLA 180 CDI                        | CLA 200 CDI                              | CLA 200 CDI                              | CLA 200 CDI 4MATIC                       | CLA 220 CDI                              | CLA 220 CDI                              | CLA 220 CDI                              | CLA 220 CDI 4MATIC                       | CLA 220 CDI 4MATIC                       |
| Годы выпуска                     | с 11/2013                          | 01/2013–08/2014                          | с 09/2014                                | с 09/2014                                | 01/2013–02/2014                          | 03/2014–10/2014                          | с 11/2014                                | 09/2014–10/2014                          | с 11/2014                                |
| Характеристики                   |                                    |                                          |                                          |                                          |                                          |                                          |                                          |                                          |                                          |
| Двигатель*                       | OM607 DE 15 LA                     | OM651 DE 18 LA                           | OM651 DE 22 LA                           | OM651 DE 22 LA                           | OM651 DE 22 LA                           | OM651 DE 22 LA                           | OM651 DE 22 LA                           | OM651 DE 22 LA                           | OM651 DE 22 LA                           |
| Тип двигателя                    | дизельный R4                       | дизельный R4                             | дизельный R4                             | дизельный R4                             | дизельный R4                             | дизельный R4                             | дизельный R4                             | дизельный R4                             | дизельный R4                             |
| Система питания                  | прямой впрыск топлива Common rail  | прямой впрыск топлива Common rail        | прямой впрыск топлива Common rail        | прямой впрыск топлива Common rail        | прямой впрыск топлива Common rail        | прямой впрыск топлива Common rail        | прямой впрыск топлива Common rail        | прямой впрыск топлива Common rail        | прямой впрыск топлива Common rail        |
| Оснащение                        | турбонаддув                        | турбонаддув                              | турбонаддув                              | турбонаддув                              | турбонаддув                              | турбонаддув                              | турбонаддув                              | турбонаддув                              | турбонаддув                              |
| Рабочий объём                    | 1461 cm³                           | 1796 cm³                                 | 2143 см3                                 | 2143 см3                                 | 2143 см3                                 | 2143 см3                                 | 2143 см3                                 | 2143 см3                                 | 2143 см3                                 |
| Мощность                         | 80 кВт (109 л. с.) при 4000 об/мин | 100 кВт (136 л. с.) при 3600–4400 об/мин | 100 кВт (136 л. с.) при 3200–4000 об/мин | 100 кВт (136 л. с.) при 3200–4000 об/мин | 125 кВт (170 л. с.) при 3000–4200 об/мин | 125 кВт (170 л. с.) при 3400–4000 об/мин | 130 кВт (177 л. с.) при 3400–4000 об/мин | 125 кВт (170 л. с.) при 3400–4000 об/мин | 130 кВт (177 л. с.) при 3400–4000 об/мин |
| Крутящий момент                  | 260 Н·м при 1750–2500 об/мин       | 300 Н·м при 1600–3000 об/мин             | 300 Н·м при 1400–3000 об/мин             | 300 Н·м при 1400–3000 об/мин             | 350 Н·м при 1600–3000 об/мин             | 350 Н·м при 1400–3400 об/мин             | 350 Н·м при 1400–3400 об/мин             | 350 Н·м при 1400–3400 об/мин             | 350 Н·м при 1400–3400 об/мин             |
| Доп-ные данные                   |                                    |                                          |                                          |                                          |                                          |                                          |                                          |                                          |                                          |
| Максимальная скорость            |                                    |                                          |                                          |                                          |                                          |                                          |                                          |                                          |                                          |
| Coupé                            | 205 км/ч                           | 220 км/ч [ 220 км/ч ]                    | 220 км/ч [ 220 км/ч ]                    | 216 км/ч                                 | 230 км/ч                                 | 230 км/ч                                 | 232 км/ч                                 | 230 км/ч                                 | 232 км/ч                                 |
| Shooting Brake                   | —                                  | —                                        | 215 км/ч [ 215 км/ч ]                    | 212 км/ч                                 | —                                        | —                                        | 228 км/ч                                 | —                                        | 225 км/ч                                 |
| Скорость разгона, 0–100 км/ч     |                                    |                                          |                                          |                                          |                                          |                                          |                                          |                                          |                                          |
| Coupé                            | 11,6 с [ 11,9 с ]                  | 9,4 с [ 9,3 с ]                          | 9,9 с [ 9,8 с ]                          | 9,8 с                                    | 8,2 с                                    | 8,2 с                                    | 8,2 с                                    | 8,2 с                                    | 8,2 с                                    |
| Shooting Brake                   | —                                  | —                                        | 9,5 с [ 9,9 с ]                          | 9,8 с                                    | —                                        | —                                        | 8,3 с                                    | —                                        | 8,3 с                                    |
| Средний расход топлива на 100 км |                                    |                                          |                                          |                                          |                                          |                                          |                                          |                                          |                                          |
| Coupé                            | 3,9–4,2 л [ 3,9–4,2 л ]            | 4,1–4,4 л [ 4,0–4,2 л ]                  | 4,1 л [ 4,0 л ]                          | 4,6–4,8 л                                | 4,2–4,5 л                                | 4,0–4,2 л                                | 4,0–4,2 л                                | 4,6–4,8 л                                | 4,6–4,8 л                                |
| Shooting Brake                   | —                                  | —                                        | 4,1–4,4 л [ 3,9–4,2 л ]                  | 4,6–5,0 л                                | —                                        | —                                        | 4,0–4,3 л                                | —                                        | 4,6–5,0 л                                |
| Средний выброс CO2               |                                    |                                          |                                          |                                          |                                          |                                          |                                          |                                          |                                          |
| Coupé                            | 99–108 г/км [ 102–109 г/км ]       | 107–114 г/км [ 104–110 г/км ]            | 107 г/км [ 104 г/км ]                    | 119–124 г/км                             | 109–117 г/км                             | 104–111 г/км                             | 104–111 г/км                             | 119–125 г/км                             | 119–125 г/км                             |
| Shooting Brake                   | —                                  | —                                        | 108–115 г/км [ 101–111 г/км ]            | 121–131 г/км                             | —                                        | —                                        | 105–112 г/км                             | —                                        | 121–131 г/км                             |
| Экологический стандарт           | Евро-5                             | Евро-5                                   | Евро-6                                   | Евро-6                                   | Евро-6                                   | Евро-6                                   | Евро-6                                   | Евро-6                                   | Евро-6                                   |

 * Расшифровка обозначений двигателей: M = бензиновый двигатель; OM = дизельный двигатель; E = впрыск во впускной коллектор; KE = впрыск во впускной коллектор, компрессорный наддув;  DE = прямой впрыск; ML = компрессор; L = охлаждение наддувочного воздуха; A = турбокомпрессор; red. = пониженные характеристики (мощность, рабочий объём); LS = повышенная производительность.

## Безопасность
Автомобиль прошел тест Euro NCAP в 2013 году:
| Euro NCAP                                                     | Euro NCAP | Euro NCAP | Euro NCAP             |
| ------------------------------------------------------------- | --------- | --------- | --------------------- |
| · общий рейтинг                                               |           |           |                       |
| 91%                                                           | 75%       | 74%       | 81%                   |
| взрослый пассажир                                             | ребёнок   | пешеход   | активная безопасность |
| Протестированная модель: Mercedes-Benz CLA 200 “Urban” (2013) |           |           |                       |

## AMG модификации

### CLA 45 AMG

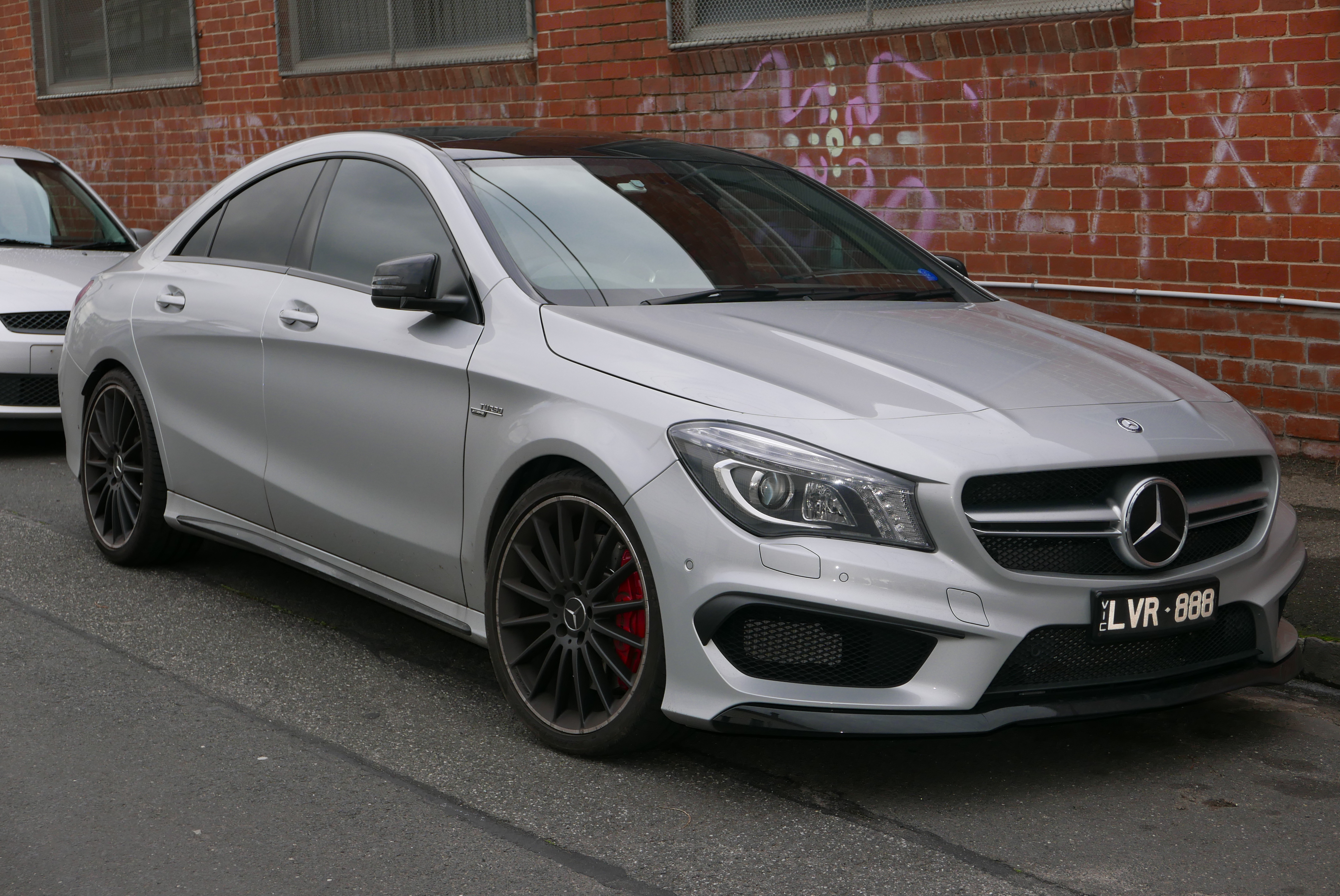
Mercedes-AMG CLA 45, 2014 год

CLA 45 является моделью CLA-класса от подразделения Mercedes-AMG. Автомобиль снабжён силовым агрегатом от A45 AMG — четырёхцилиндровым бензиновым турбодвигателем рабочим объёмом в 2 литра, полным приводом 4MATIC, 7-ступенчатой спортивной преселективной коробкой передач SPEEDSHIFT, спортивной подвеской AMG с независимыми передней и задней осями, электромеханическим спортивным рулевым управлением, чувствительным к скорости, высокопроизводительной тормозной системой, 3-ступенчатой электронной программой стабилизации с режимом «Спортивного управления». Данный автомобиль может развивать скорость с 0 до 100 км/ч за 4,6 секунды (по версии журнала Autocar — 4,2 секунды).
Для модели 2016 года подразделение Mercedes-AMG внесло ряд усовершенствований, что позволило увеличить мощность модели CLA 45 AMG. Так, производительность была повышена до 375 л. с. при 6000 об/мин, благодаря чему автомобиль разгоняется с 0 до 100 км/ч (по заявлению компании) всего за 4,1 секунды. Среди новых доступных технологий присутствуют AMG DYNAMIC SELECT и премьера пакета AMG DYNAMIC PLUS, который обеспечивает улучшенные ускорение, подвеску и трансмиссию.

### CLA 45 AMG Edition 1 (2014)
Особая серия Edition 1 включает в себя ночной пакет, красное оформление решётки радиатора и наружных зеркалах (а также фар светодиодной оптики Intelligent Light System, доступной на заказ), 8 x 19 многоспицевые легкосплавные диски AMG в матовом чёрном цвете со специальными колпаками и шинами размером 235/35 R 19, спойлер в чёрном глянцевом цвете на крышке багажника, а также спортивные полоски AMG в сером матовом графите над панелями боковой панели. На выбор доступны два стандартных (циррус белый, ночной чёрный) и четыре дополнительных (космический черный металлик, горный серый металлик, полярный серебристый металлик, полярный серебристый designo magno) варианта окраски кузова.

### CLA 45 AMG Racing Series
На Франкфуртском международном автосалоне 2013 года была представлена особая версия CLA 45 AMG — гоночный вариант CLA 45 AMG Racing Series с углепластиковыми армированными дверями.

## Производство и продажи

### Производство
Пробное производство CLA было налажено на Кечкеметском заводе к юго-востоку от Будапешта в Венгрии в 2012 году. Серийное производство начато на этом же заводе в 2013 году.

### Продажи
Статистика продаж автомобилей CLA-класса по годам выглядит следующим образом:
| Календарный год | США    | Россия | Европа | Канада |
| --------------- | ------ | ------ | ------ | ------ |
| 2013            | 14 113 | 1633   | 27 598 | 608    |
| 2014            | 27 365 | 2695   | 38 374 | 3851   |
| 2015            | 29 643 | н/д    | 62 100 | 3870   |
| 2016            | 25 792 | н/д    | 65 810 | 4150   |

## Маркетинг
Для телевизионного ролика с участием популярной американской модели и актрисы Кейт Аптон был приглашён профессиональный оператор и видеоблогер Кейси Найстэт. Ролик был подготовлен как часть рекламной кампании по запуску автомобиля CLA-класса в США, а его премьера состоялась в 4-й четверти суперфинала Super Bowl XLVII по американскому футболу между командами «Балтимор Рэйвенс» и «Сан-Франциско Форти Найнерс» в феврале 2013 года.